# Državni svet Republike Slovenije
Državni svet Republike Slovenije ali kratko državni svet je drugi ali zgornji dom slovenskega parlamenta. Ustava Republike Slovenije ga opredeljuje kot zastopstvo socialnih, gospodarskih, poklicnih in lokalnih interesov. Interesi različnih družbenih skupin se v državnem svetu srečujejo na institucionaliziran način, odločitve pa sprejemajo na podlagi soočenja argumentov na strokovni ravni. Državni svet redno zaseda v Mali dvorani Državnega zbora RS, ki je bila obnovljena v letu 2019.

## Pristojnosti
Državni svet lahko:
- predlaga Državnemu zboru sprejem zakonov ali sprememb in dopolnitev posameznih določb zakonov
- sprejema in daje Državnemu zboru mnenja o vseh zadevah iz njegove pristojnosti
- zahteva od Državnega zbora, da ponovno odloča o izglasovanem zakonu (odložilni veto)
- zahteva uvedbo parlamentarne preiskave
- na Ustavno sodišče vloži zahtevo za začetek postopka za oceno ustavnosti in zakonitosti predpisov in splošnih aktov
- začne postopek za sprejem avtentične razlage zakona.

## Vodstvo
- predsednik Državnega sveta Republike Slovenije
- podpredsednik Državnega sveta Republike Slovenije
- sekretar Državnega sveta Republike Slovenije

## Sestava
Državni svet sestavlja 40 svetnikov, ki so razporejeni po interesnih skupinah
- interesna skupina delodajalcev (4 člani)
- interesna skupina delojemalcev (4 člani)
- interesna skupina kmetov, obrtnikov in samostojnih poklicev (4 člani)
- interesna skupina negospodarskih dejavnosti (6 članov)
- interesna skupina lokalnih interesov (22 članov)

## Državni svetniki
Glejte Seznam slovenskih državnih svetnikov